# Епархија за западну Европу
Епархија за западну Европу је некадашња епархија Митрополије новограчаничке под јурисдикцијом Српске православне цркве.

## Историја

### Раскол
Након оснивања Епархије западноевропске и аустралијске на челу са епископом Лаврентијем (Трифуновићем) одржан је расколнички Црквено-народни сабор „делегата српских православних црквених општина из слободних земаља Европе“, дана 22. новембра 1969. Учесници су били поборници рашчињеног епископа америчко-канадског Дионисија Миливојевића. Основана је Слободна српска православна епархија у Европи, а за епископа је изабран архимандрит Арсеније Тошовић из Њујорка до чијег посвећења није дошло. Сједиште му је требало бити у Диселдорфу.
Године 1979. за епископа за западну Европу је изабран Василије Веиновић са сједиштем у Лондону. На том положају је остао до 1991. када је изабран за епископа за Аустралију и Нови Зеланд, а нови епископ за западну Европу је постао Дамаскин Давидовић.

### Јединство
Раскол је трајао до 1991. године када је дошло до помирења између Српске православне цркве и Слободне српске православне цркве (од тада познате као Новограчаничка митрополија). Призната је ваљаност архијерејске хиротоније тадашњег епископа Епархије за западну Европу Дамаскина Давидовића и бившег Василија Веиновића.
Епархија за западну Европу Митрополије новограчаничке је престала постојати 1994. након одлуке Светог архијерејског сабора Српске православне цркве о арондацији епархија на територији западне Европе. Основана је нова Епархија западноевропска од дијелова епархија Средњоевропске и Британско-скандинавске и Епархије за западну Европу Митрополије новограчаничке. У састав нове епархије ушло је подручје Шпаније, Француске, Луксембурга, Холандије и Белгије.
Посљедњи епископ Епархије за западну Европу Митрополије новограчаничке био је Дамаскин Давидовић. Он је постао епископ западноевропски.

## Епископи
Епископи за западну Европу Слободне српске православне цркве (Новограчаничке митрополије):
- Арсеније Тошовић[3] (1969—1974), није био посвећен;
- Василије Веиновић (1979—1991);
- Дамаскин Давидовић (1991—1994).